# Idaea totanigra
Idaea totanigra är en fjärilsart som beskrevs av Andreas 1928. Idaea totanigra ingår i släktet Idaea och familjen mätare. Inga underarter finns listade i Catalogue of Life.